# George Herbert (11e comte de Pembroke)
Pour les articles homonymes, voir George Herbert et Herbert.
George Augustus Herbert, 11e comte de Pembroke et 8e comte de Montgomery (10 septembre 1759 - 26 octobre 1827), est un pair, un officier de l'armée et un homme politique anglais.

## Jeunesse
Il est né à la maison familiale, Wilton House à Wilton. Il est le fils unique d'Henry Herbert (10e comte de Pembroke) et de son épouse, Elizabeth Spencer, deuxième fille de Charles Spencer (3e duc de Marlborough). Il a une sœur plus jeune, Charlotte, décédée à l'âge de 10 ans. Il fait ses études à la maison puis à la Harrow School de 1770 à 1775. Par l'intermédiaire de sa grand-mère Mary FitzWilliam, fille du 5e vicomte FitzWilliam, il hérite des importants domaines FitzWilliam à Dublin.

## Carrière
Après avoir quitté Harrow, il est nommé enseigne du 12e régiment de fantassins en 1775 et parcourt le continent au cours des cinq années suivantes. Il visite la France, l'Autriche, l'Europe de l'Est, la Russie et l'Italie avec William Coxe et John Floyd.
Herbert est promu lieutenant en 1777 et devient capitaine du 75e régiment d'infanterie en 1778, avant d'être transféré au 1er Royal Dragoons plus tard dans l'année. En 1781, il est transféré au 22e Light Dragoons et, l'année suivante, promu lieutenant-colonel au 2e Dragoon Guards.
Au début des guerres de la Révolution française, il se rend en Flandre où il commande les 2e et 3e gardes dragons et assure la liaison avec les forces prussiennes et autrichiennes. Il participe également au siège de Valenciennes (1793) et prend un poste ennemi à Hundssluyt, près de Dunkirk, plus tard cette année-là.
Aux élections générales de 1780, il devient député de l'arrondissement familial de Wilton et prend parti pour l'opposition Whig. Il occupe ce siège jusqu'en 1784, date à laquelle il est nommé vice-chambellan de la Maison et admis au Conseil privé. Il occupe à nouveau le siège de Wilton de 1788 à 1794, année où il hérite des titres et des domaines de son père et lui succède en tant que Lord Lieutenant du Wiltshire.
En 1795, il est promu major général et devient colonel du 6e (Inniskilling) Dragoons en 1797. Il est ensuite promu Lieutenant général en 1802 et nommé chevalier de la jarretière en 1805. Après avoir exercé les fonctions de plénipotentiaire lors d'une mission spéciale en Autriche en 1807, il est également nommé gouverneur de Guernesey et finalement promu général en 1812.

## Vie privée
Il se marie une première fois, le 8 avril 1787, à Elizabeth Beauclerk (décédée en 1793), sa cousine germaine, fille de Topham Beauclerk et de sa femme Diana. Par sa première femme, il a :
- George Herbert (1788-1793), qui meurt à l'âge de 5 ans.
- Diana Herbert (1790-1841), qui épouse Welbore Agar, 2e comte de Normanton ;
- Robert Herbert (12e comte de Pembroke) (19 septembre 1791 - 25 avril 1862), d'abord titré vicomte Herbert, qui épouse Ottavia Spinelli et meurt sans descendance légitime. Par sa maîtresse Alexina Sophia Gallot, il a une fille illégitime.
- Charles Herbert (1793-1798)

Le 25 janvier 1808, il épouse en secondes noces la comtesse Catherine Semyonovna Vorontsov, fille de l'éminent aristocrate russe et diplomate Semion Romanovitch Vorontsov. Ses lettres la montrent comme une observatrice avisée de la politique européenne, avec un point de vue pro-russe. Par sa deuxième épouse, il avait :
- Elizabeth Herbert (1809-1858), qui épouse Richard Meade (3e comte de Clanwilliam).
- Sidney Herbert (1er baron Herbert de Lea) (16 septembre 1810 - 2 août 1861), qui, par son épouse Elizabeth, a une descendance.
- Mary Herbert[3] (1813-1892) qui épouse George Brudenell-Bruce (2e marquis d'Ailesbury), est décédée sans descendance.
- Catherine Herbert (31 octobre 1814 - 12 février 1886) qui épouse Alexander Murray (6e comte de Dunmore)
- Georgiana Herbert (1817-1841) qui épouse (comme sa première femme) Henry Petty-Fitzmaurice (4e marquis de Lansdowne) mais n'a pas de descendance;
- Emma Herbert (1819-1884) qui épouse Thomas Vesey (3e vicomte de Vesci).

Lord Pembroke décède le 26 octobre 1827 à son domicile de Pembroke à Londres et est enterré à Wilton le 12 novembre. Après s'être déjà disputé avec son fils survivant, Robert, au sujet du mariage de ce dernier avec la princesse italienne veuve, Octavia Spinelli de Rubari, Pembroke laisse l'essentiel de son patrimoine personnel à son fils issu de sa seconde épouse, Sidney (créé ultérieurement baron Herbert de Lea).